# St Hilary
Koordinaten: 50° 7′ N, 5° 25′ W
| \| St Hilary \|    |
| Lage von St Hilary |
| St Hilary          |

| St Hilary |

St Hilary ist ein Ort und eine Gemeinde im ehemaligen District Penwith der Grafschaft Cornwall in England. Die Kirche des Ortes, die im Perpendicular Style erbaut wurde, hat einen Kirchturm aus dem 13. Jahrhundert. Der Rest der Kirche, die 1853 bei einem Brand schwer beschädigt wurde, wurde 1855 wieder aufgebaut und von William White konstruiert. Sie ist dem Heiligen Hilarius von Poitiers gewidmet.
Die Gemeinde wurde in den 1930er Jahren sehr bekannt, als radikale Protestanten in die Kirche eindrangen und dort die Einrichtungsgegenstände entwendeten oder diese zerstörten. Die Möbel ließ der hiesige Pfarrer Bernard Walke zuvor einbauen.

## Bergbau
In der Nähe von St Hilary liegen Kupfer- und Zinnminen wie die Penberthy Croft Mine, in der bis 1840 Kupfer-Zinn-Erze abgebaut wurden. Diese ist die Typlokalität des seltenen Minerals Bayldonit.

## Einzelnachweise

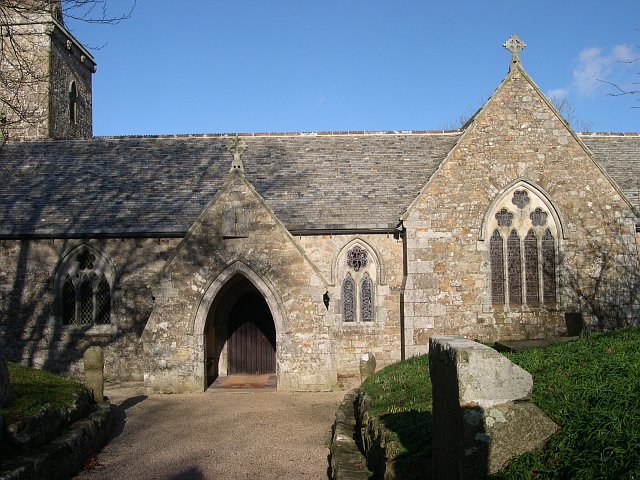
Die Kirche von St Hilary